# エウテルペ (小惑星)
エウテルペ またはエウテリペ (27 Euterpe) は小惑星帯（メインベルト）の小惑星。ジョン・ハインドが1853年11月8日にロンドンで発見した。
ギリシア神話のエウテルペに因んで名づけられた。